# Pit en Puf
Pit en Puf is een Belgische stripreeks die begonnen is in april 2002 met Ivan Petrus Adriaenssens als schrijver en Steven Dhondt als tekenaar. De strips zijn geïnspireerd op de boeken van Marc de Bel.

## Albums
Alle albums zijn geschreven door Ivan Petrus Adriaenssens, getekend door Steven Dhondt en uitgegeven door Standaard Uitgeverij.
| Nummer | Titel                |
| ------ | -------------------- |
| 1      | De paarse pimpelmoes |
| 2      | De beha-boomhut      |
| 3      | De buskerbrigade     |
| 4      | Bonkel Groezel       |